# 47 Aglaja
A 47 Aglaja a Naprendszer kisbolygóövében található aszteroida. Karl Theodor Robert Luther fedezte fel 1857. szeptember 15-én.